# 西蒙·普爾西弗
西蒙·愛德華·普爾西弗（英語：Simon Edward Pulsifer；1981年9月11日—），出生於加拿大新斯科細亞首府哈里法斯，是英語維基百科的貢獻者。whose prolific participation made him a subject of human interest stories in the media beginning in 2005.

## 生平簡介
普爾西弗在加拿大安大略省渥太華成長。他從幼稚園到6年級曾參加法語融入課程。依據他後來的回憶，在此階段他不曾積極參與運動課程。
2000年1月，他畢業於利斯加爾高等學校，並且到多倫多大學維多利亞書院研修歷史。
普爾西弗在2001年12月從紐約時代雜誌得知維基百科，並於2002年用SimonP這個用戶名註冊成為英語維基百科積極的貢獻者。因為他被指定為維基百科的主編群，在他念大學時曾說過要每天至少六小時編輯和建立維基百科條目。

普爾西弗在以下說明了他為維基百科貢獻的目的：
世人享有自由、精確與公正資訊的權利是相當重要的。維基百科嘗試達成這項榮譽和令人欽佩的目標。
他曾在哈佛法學院舉辦的 2006年維基媒體國際大會上演講。
目前他居住在多倫多，曾住在渥太華很多年。他曾在兩個城市的政治人物競選團隊下工作過：保罗·迪尤尔（渥太華中心選區）、鄒至蕙（聖三一—士巴丹拿選區），而且最近擔任渥太華市長候選人亚历克斯·芒特的電腦系統管理人員。
他的父親為卡麥隆博士，任職加拿大戰爭博物館研究與展覽部門的特別企劃。他的母親戴安娜·佩帕爾，目前在渥太華公立圖書館工作，是一名採購發展服務的管理人員。

## 外部連結
- Proudfoot, Shannon. . CanWest News Service（英语：Postmedia News）. 2006-09-28  [2006-10-04]. （原始内容存档于2008-01-29）.
- Lofaro, Tony. . The Ottawa Citizen. 2006-05-15  [2006-10-04]. （原始内容存档于2008-01-29）.
- Citynews International（英语：CityNews#Citynews International） video showed a few second visual clip of Simon's Wikipedia biography page in reference to the Time Person of the Year award. Last accessed 20 December 2006.
- Grossman, Lev. . 時代雜誌. 2006-12-16  [2007-01-05]. （原始内容存档于2019-11-28）.
- . 英文維基百科. 維基媒體基金會.   [2007-04-08]. （原始内容存档于2020-09-11）.
- . 英文維基百科. 維基媒體基金會.   [2007-04-08]. （原始内容存档于2021-05-07）.